# Mpangi Merikani
Mpangi Merikani (ur. 4 kwietnia 1967 w Kinszasie) – piłkarz z Demokratycznej Republiki Konga występujący na pozycji bramkarza. Ojciec innego piłkarza, Jonathana Bolingiego.

## Kariera klubowa
Merikani karierę rozpoczynał w 1983 roku w zespole CS Imana, który w 1985 roku zmienił nazwę na DC Motemba Pembe. Zdobył z nim dwa Puchary Zairu (1984, 1990), a także mistrzostwo Zairu (1989). W 1991 roku przeszedł do drużyny SCOM Mikishi, z którą w tym samym roku wywalczył mistrzostwo Zairu.
W latach 1993–1998 Merikani występował w południowoafrykańskich zespołach Jomo Cosmos, Rabali Blackpool, Real Rovers oraz Santos, w którego barwach w 1998 roku zakończył karierę.

## Kariera reprezentacyjna
W 1988 roku Merikani został powołany do reprezentacji Zairu na Puchar Narodów Afryki, zakończony przez Zair na fazie grupowej. Rozegrał na nim 3 spotkania: z Marokiem (1:1), Wybrzeżem Kości Słoniowej (1:1) i Algierią (0:1).
W 1992 roku ponownie wziął udział w Pucharze Narodów Afryki. Zagrał na nim w meczach z Marokiem (1:1), Kamerunem (1:1) i Nigerią (0:1), a Zair osiągnął ćwierćfinał turnieju.
W 1996 roku po raz trzeci znalazł się w składzie na Puchar Narodów Afryki. Wystąpił na nim w spotkaniach z Gabonem (0:2), Liberią (2:0) i Ghaną (0:1), a Zair ponownie odpadł z turnieju w ćwierćfinale.